# Antonio Napolitano
Antonio Napolitano (La Plata, 16 febbraio 1999) è un calciatore argentino, centrocampista del Chacarita Juniors.

## Carriera
Napolitano è cresciuto nel settore giovanile del Gimnasia (LP), con cui ha firmato il suo primo contratto professionistico nel gennaio del 2021. Ha debuttato in prima squadra il 19 febbraio nell'incontro di Copa de la Liga Profesional vinto 3-0 contro il Talleres (C). Nell'agosto seguente è stato ceduto in prestito per una stagione all'Īraklīs in Grecia.
Rientrato al Gimnasia, ha trascorso la stagione 2023 in prima squadra giocando 22 incontri fra campionato, coppe nazionali e Coppa Sudamericana. Rimasto svincolato, nel gennaio del 2024 è stato acquistato a titolo definitivo dal neopromosso Independiente Rivadavia.

## Statistiche

### Presenze e reti nei club
Statistiche aggiornate al 2 aprile 2024.
| Stagione        | Squadra                 | Campionato      | Campionato | Campionato | Coppe nazionali | Coppe nazionali | Coppe nazionali | Coppe continentali | Coppe continentali | Coppe continentali | Altre coppe | Altre coppe | Altre coppe | Totale | Totale | Totale |
| Stagione        | Squadra                 | Comp            | Pres       | Reti       | Comp            | Pres            | Reti            | Comp               | Pres               | Reti               | Comp        | Pres        | Reti        | Pres   | Reti   |        |
| --------------- | ----------------------- | --------------- | ---------- | ---------- | --------------- | --------------- | --------------- | ------------------ | ------------------ | ------------------ | ----------- | ----------- | ----------- | ------ | ------ | ------ |
| 2021            | Gimnasia (LP)           | PD              | 0          | 0          | CA+CdL          | 0+3             | 0               |                    | -                  | -                  |             | -           | -           | 3      | 0      |        |
| 2021-2022       | Īraklīs                 | SL2             | 13         | 0          | CG              | 1               | 0               |                    | -                  | -                  |             | -           | -           | 14     | 0      |        |
| 2023            | Gimnasia (LP)           | PD              | 13         | 0          | CA+CdL          | 1+3             | 0               | CS                 | 5                  | 0                  |             | -           | -           | 22     | 0      |        |
| 2024            | Independiente Rivadavia | PD              | 0          | 0          | CA+CdL          | 0+8             | 0               |                    | -                  | -                  |             | -           | -           | 8      | 0      |        |
| Totale carriera | Totale carriera         | Totale carriera | 26         | 0          |                 | 16              | 0               |                    | 5                  | 0                  |             | -           | -           | 47     | 0      |        |